# アクシオス (ギリシア神話)

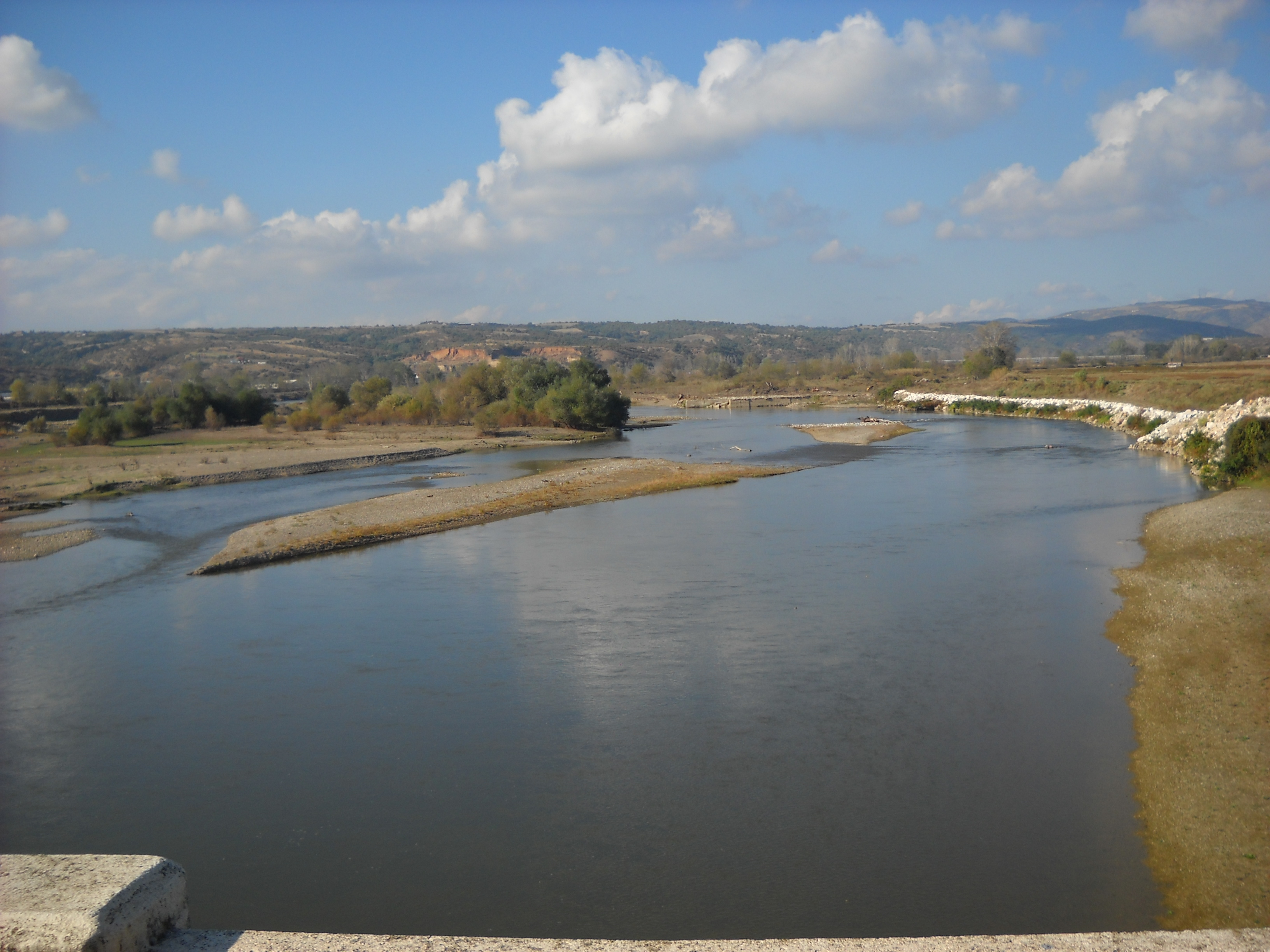
アクシウポリを流れるアクシオス川（ヴァルダル川）。

アクシオス（古希: Ἀξιός, Axios, 英: Axius）は、ギリシア神話の神である。大洋神オーケアノスとテーテュースの息子の1人で、パイオニア地方のアクシオス川（現在のヴァルダル川）の河神である。アクシオス川はマケドニアを流れ、カルキディケー半島の西で海に注ぐ。
ホメーロスの叙事詩『イーリアス』によると、アケッサメノスの長女ペリボイアとの間にペラゴーンをもうけた。ペラゴーンはトロイア戦争でパイオニアの武将としてトロイアに味方して戦ったアステロパイオスの父である。またポーキス地方の都市クリーサ近くのキルピス山に出没した怪物シュバリスを退治したエウリュバトスはアクシオスの末裔と伝えられている。